# Enzo Polito
Vincenzo Polito, detto Enzo (Napoli, 29 ottobre 1926 – 27 febbraio 2004), è stato un pallanuotista italiano, vincitore di una medaglia di bronzo all'olimpiade di Helsinki 1952 e agli europei di Torino 1954. Con la R.N. Napoli vinse due  campionati italiani.